# Eristena ornata
Eristena ornata is een vlinder uit de familie van de grasmotten (Crambidae), uit de onderfamilie van de Acentropinae. De wetenschappelijke naam van deze soort is voor het eerst gepubliceerd in 1885 door Frederic Moore.
De soort komt voor in Sri Lanka.